# Eugenópolis
Eugenópolis is een gemeente in de Braziliaanse deelstaat Minas Gerais. De gemeente telt 10.769 inwoners (schatting 2009).

## Aangrenzende gemeenten
De gemeente grenst aan Antônio Prado de Minas, Muriaé, Patrocínio do Muriaé, Pedra Dourada, Tombos, Vieiras en Itaperuna (RJ).